# 水江镇
水江镇，是中华人民共和国重庆市南川区下辖的一个乡镇级行政单位。

## 行政区划
水江镇下辖以下地区：
龙现社区、劳动社区、大龙社区、大燕社区、兴盛社区、古城社区、双河社区、长青社区、大顺村、宏图村、山水村、水河村、石茂村、梓潼村、辉煌村、黄泥村和青龙村。